# مباراة الاتحاد الأوروبي الاحتفالية
مباراة الاتحاد الأوروبي الاحتفالية (بالإنجليزية: UEFA Celebration Match)‏ هي مباراة كرة قدم أقيمت على ملعب أولد ترافورد بمانشستر في 13 مارس 2007 احتفالاً بالذكرى الخمسين لتوقيع اتفاقية روما التي أرست أسس الاتحاد الأوروبي، والمشاركة الأولى لمانشستر يونايتد في مسابقات الاتحاد الأوروبي لكرة القدم. فاز مانشستر يونايتد بالمباراة 4–3 ضد تشكيلة منتخب أوروبا [الإنجليزية] التي أدارها المدرب الإيطالي الفائز بكأس العالم مارتشيلو ليبي. جاءت جميع أهداف المضيف قبل نهاية الشوط الأول (هدفان من واين روني، وهدف واحد لكلٍ من ويس براون كريستيانو رونالدو)، بينما سجل فلوران مالودا لصالح منتخب أوروبا في منتصف الشوط الأول وسجل الحجي ضيوف هدفين في الشوط الثاني.
تم بث المباراة مباشرة على قناة بي بي سي ثري في المملكة المتحدة وتم بثها أيضًا مباشرة عبر موقع بي بي سي أونلاين. ذهبت عائدات المباراة إلى مؤسسة مانشستر يونايتد الخيرية، مؤسسة مانشستر يونايتد؛ وفي المجموع، تم جمع 1.25 مليون جنيه إسترليني. أدار المباراة الحكم الألماني ماركوس ميرك، الذي جاء مساعدوه من ثلاث دول أوروبية أخرى.

## الخلفية

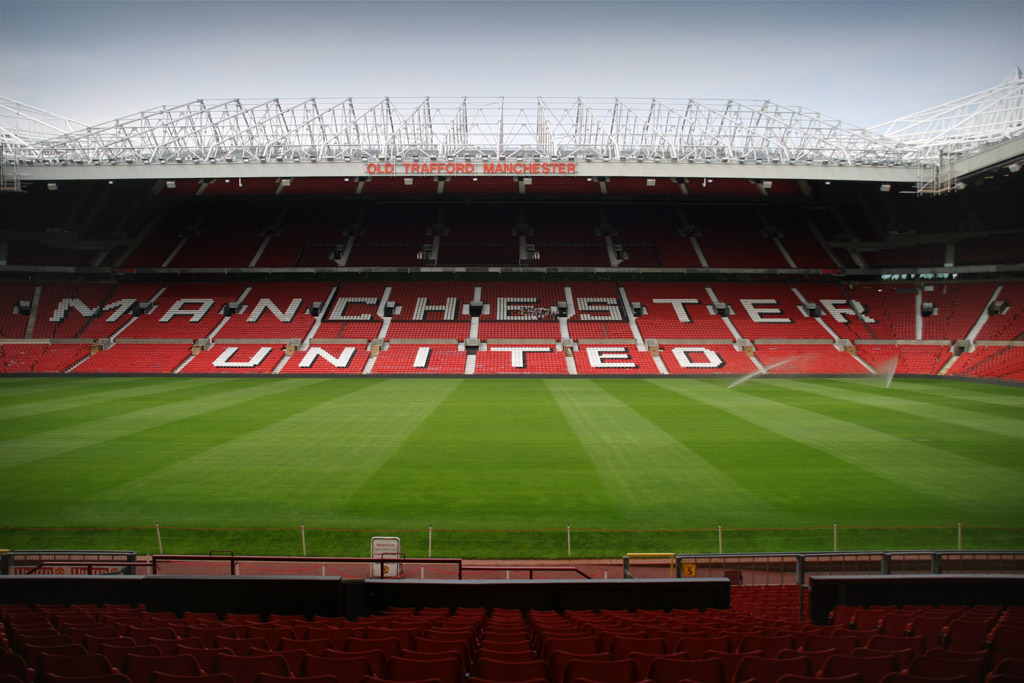
أقيمت المباراة على ملعب أولد ترافورد، معقل نادي مانشستر يونايتد.

أعلن الاتحاد الأوروبي لكرة القدم عن المباراة لأول مرة في مؤتمر صحفي عقده عقب مباراة الديربي بين مانشستر يونايتد ومانشستر سيتي في 9 ديسمبر 2006. اقترح الاتحاد الأوروبي الفكرة على الاتحاد الأوروبي لكرة القدم كوسيلة للاعتراف بالذكرى الخمسين لاتفاقية روما، التي تم توقيعها في 25 مارس 1957 وأرست الأساس لأوروبا الموحدة والاتحاد الأوروبي نفسه. تم اختيار مباراة كرة قدم كحدث رئيسي حيث تم النظر إلى الطريقة التي تجمع بها كرة القدم بين الناس من جميع الجنسيات المختلفة على أنها تمثيل رمزي لكيفية جمع أوروبا سياسياً. قال خوسيه مانويل باروسو، رئيس المفوضية الأوروبية، «سيتم عرض أفضل ما في كرة القدم الأوروبية في مانشستر في مارس المقبل للاحتفال بالذكرى الخمسين لإنشاء الاتحاد الأوروبي. لا توجد طريقة أفضل لعرض الاتحاد الأوروبي في الذكرى الخمسين من خلال الرياضة المفضلة في أوروبا والتي توحد الأوروبيين بطريقة فريدة من نوعها، من خلال الشغف الذي نتقاسمه جميعًا واللغة التي نتحدث بها جميعًا.»
انخرط مانشستر يونايتد في المشروع لأنهم كانوا يحتفلون أيضًا بالذكرى الخمسين لمشاركتهم في مسابقات الاتحاد الأوروبي لكرة القدم؛ في عام 1956–57، أصبحوا أول ممثلين لإنجلترا في كأس أوروبا تحت إدارة مات بسبي، الذي قاد فريقه إلى لقبه الأوروبي الأول في عام 1968. تم اختيار تشكيلة أوروبا كخصم لهم في المباراة، والتي تضم لاعبين من جنسيات مختلفة من بعض أكبر أندية أوروبا. سيدير هذا الفريق المدرب الإيطالي مارتشيلو ليبي، مع المدير الفني للاتحاد الأوروبي لكرة القدم أندي روكسبورغ كمساعد له. قال ليبي، «لقد قبلت الدعوة على الفور. أنا سعيد باحتمالية مثل هذه المباراة وأنا أتطلع بالفعل لمواجهة صديقي العظيم [مدير مانشستر يونايتد] السير أليكس فيرغسون.» كان لاعب خط وسط مانشستر يونايتد السابق ديفيد بيكهام أول لاعب تتم دعوته للعب في المباراة، وقال لاحقًا عن مشاركته، «أنا سعيد لأنني سألعب في 13 مارس. سيكون شيئًا مميزًا العودة إلى أولد ترافورد، وأنا أتطلع إلى ذلك حقًا.»

## ما قبل المباراة

### التذاكر
على الرغم من أن سعة أولد ترافورد في ذلك الوقت كانت أكثر من 76،000 متفرج، فقد تم تقليص هذا العدد بشكل كبير بسبب تركيب شاشتين عملاقتين لعرض فيديو قبل المباراة يعرض مقاطع من مشاركة مانشستر يونايتد في المباريات الأوروبية على مدار الخمسين عامًا السابقة. بحلول عطلة نهاية الأسبوع التي سبقت المباراة، تم بيع 70،000 تذكرة بسعر 17 جنيهًا إسترلينيًا للبالغين ونصف السعر لمن تزيد أعمارهم عن 65 عامًا و5 جنيهات إسترلينية لمن تقل أعمارهم عن 16 عامًا. تم تحديد سعة المباراة بـ 72،000 متفرج؛ ومع ذلك، تجاوز الحضور المسجل 74،000 متفرج. ذهبت عائدات مبيعات التذاكر إلى مؤسسة مانشستر يونايتد، وهي مجموعة تعمل على تحسين حياة الشباب في المجتمع المحلي باستخدام كرة القدم.

### الحكام

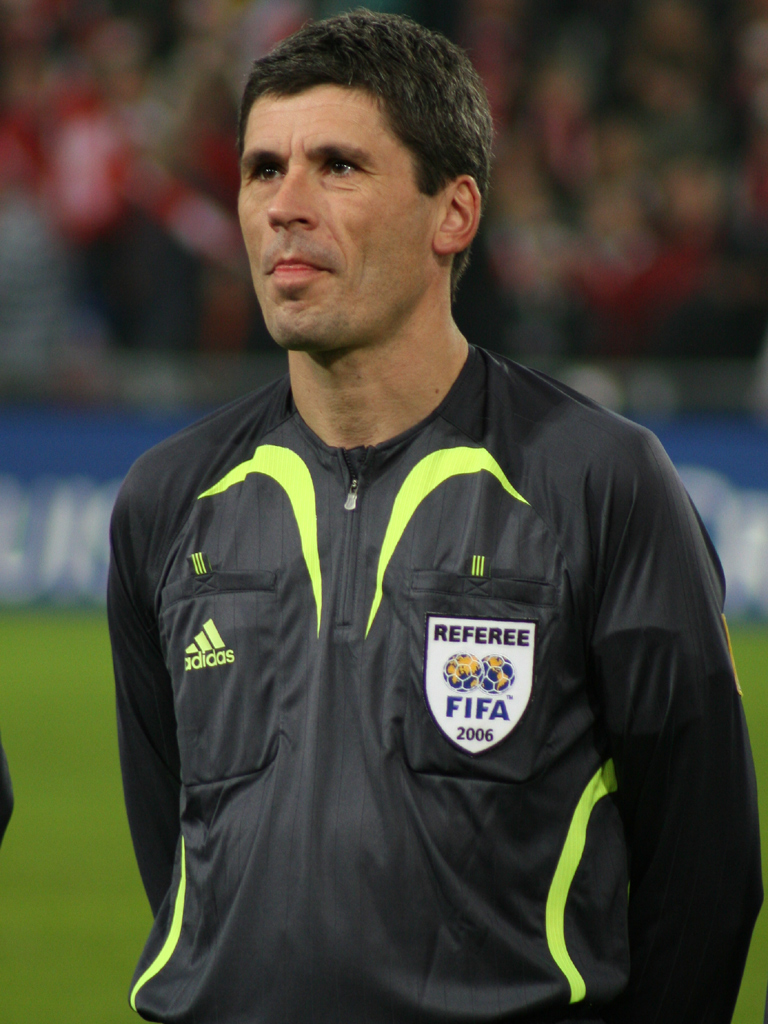
تم تعيين الحكم الألماني ماركوس ميرك لإدارة المباراة.

كان حكام المباراة من أربع دول مختلفة، حيث كان الحكم الألماني ماركوس ميرك قد تولى سابقًا إدارة نهائي دوري أبطال أوروبا 2003 – أيضًا في أولد ترافورد – بالإضافة إلى نهائي كأس الكؤوس الأوروبية 1997، وكان ممثل ألمانيا في كأس العالم 2002 و2006، وفي بطولة أمم أوروبا 2000 و2004، حيث أدار النهائي في عام 2004. وكان مساعدو ميرك هم الإيطالي أليساندرو جريسيلي والبلجيكي مارك سيمونز، بينما كان الحكم الرابع هو هاوارد ويب من إنجلترا.

### اختيار الفريق

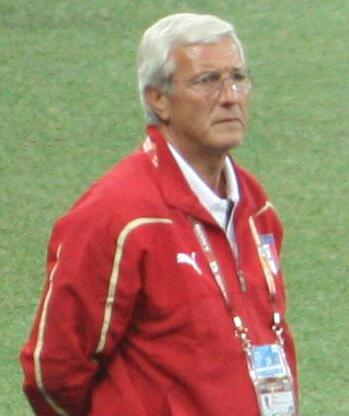
اختار الاتحاد الأوروبي لكرة القدم مدرب المنتخب الإيطالي مارتشيلو ليبي ليكون مديرا فنيا للمنتخب الأوروبي.

كان أول لاعب يتم إضافته إلى تشكيلة منتخب أوروبا هو لاعب خط الوسط السابق لمانشستر يونايتد ديفيد بيكهام، الذي كان يلعب آنذاك في ريال مدريد. وبعد دعوته في ديسمبر 2006، أكد بيكهام حضوره في فبراير 2007. وتبعه بعد فترة وجيزة لاعبا ليفربول ستيفن جيرارد وجيمي كاراغر. وكانت الإضافات التالية هي ثلاثي ليون غريغوري كوبيه وإريك أبيدال وجونينيو برنامبوكانو، ثم رباعي برشلونة كارليس بويول وليليان تورام وجانلوكا زامبروتا ورونالدينيو. بالإضافة إلى السماح للاعبيه باللعب في المباراة، انضم مدرب برشلونة فرانك رايكارد إلى مارتشيلو ليبي في طاقم تدريب منتخب أوروبا.
شهد الأسبوع الذي سبق المباراة التأكيد النهائي على معظم الفريق، بما في ذلك هنريك لارسون، الذي انتهت إعارته لمدة 10 أسابيع في مانشستر يونايتد في 12 مارس. كما تم تأكيد توافرهم في 10 مارس ثلاثي إنتر ميلان زلاتان إبراهيموفيتش، ماركو ماتيراتزي وفابيو غروسو، بالإضافة إلى لاعب آخر من ليون، فلوران مالودا، وحارس مرمى بايرن ميونخ أوليفر كان. ومع ذلك، تم استبعاد بيكهام من المباراة بعد إصابته بتمزق في أربطة الركبة. تمت إضافة دفعة أخيرة من اللاعبين في 11 مارس، بما في ذلك رباعي ميلان باولو مالديني، جنارو غاتوزو، أندريا بيرلو وRonaldo، ولاعب وسط روما مانشيني ومدافع فالنسيا ميغيل وحارس مرمى ريال مدريد إيكر كاسياس.
أكد ليبي تشكيلته للمباراة في مؤتمر صحفي في مقر المفوضية الأوروبية في بروكسل في 12 مارس، حضره أيضًا رئيس الاتحاد الأوروبي لكرة القدم ميشيل بلاتيني ورئيس المفوضية الأوروبية خوسيه مانويل باروسو ومدير مانشستر يونايتد السير بوبي تشارلتون. في المؤتمر الصحفي، كشف ليبي أن زين الدين زيدان كان قد تم الاتصال به للعودة من الاعتزال للعب في المباراة، لكن لاعب الوسط الفرنسي رفض؛ لم يتم الكشف عن أسباب زيدان علنًا، لكن يُعتقد أنه لم يرغب في اللعب في نفس الفريق مع ماتيرازي، الذي نطحه زيدان برأسه في نهائي كأس العالم 2006.
في يوم المباراة، كان هناك عدد من اللاعبين المنسحبين، وأبرزهم رونالدينيو، الذي تفاقمت إصابته في مباراة برشلونة ضد ريال مدريد في نهاية الأسبوع السابق. وكان من بين اللاعبين المنسحبين الآخرين أوليفر كان، وإيكر كاسياس، وباولو مالديني، وليليان تورام، وكارليس بويول، وفابيو غروسو، وميغيل، وجونينيو، ورونالدو. أدت طبيعة هذه الانسحابات في اللحظة الأخيرة إلى استدعاء المزيد من اللاعبين، ومعظمهم من زملاء أعضاء الفريق المتبقين ومن أندية إنجليزية أخرى؛ وكان هؤلاء اللاعبون النهائيون هم سانتياغو كانيزاريس، روبرتو أيالا (كلاهما من فالنسيا)، إيفان كامبو، ستيليوس جياناكابولوس، الحجي ضيوف (جميعهم من بولتون واندررز)، ديجان ستيفانوفيتش (بورتسموث)، فيليب كريستانفال (فولهام)، كيم شلستروم (ليون)، بودوين زيندن and روبي فاولر (كلاهما من ليفربول).
غاب عن مانشستر يونايتد عدد من اللاعبين بسبب الإصابة. تعرض أدوين فان در سار لإصابة في ربلة الساق أثناء الإحماء قبل مباراة كأس الاتحاد الإنجليزي التي خاضها يونايتد ضد ميدلزبره في 10 مارس، كما تعرض ريو فرديناند ونيمانيا فيديتش لكدمات في نفس المباراة. وشملت المخاوف الأخرى المتعلقة بالإصابات طويلة الأمد ميكائيل سيلفيستر (خلع في الكتف)، دارين فليتشر (كاحل)، لويس ساها (أوتار الركبة) وأوله غونار سولشار (ركبة). ومع ذلك، كان آلان سميث متاحًا حيث تعافى من كسر في الساق وخلع في الكاحل تعرض له في فبراير 2006. كان هناك أيضًا أماكن في الفريق للشباب كيران ريتشاردسون وكريس إيغلز وتوم هيتون، بينما تمت إضافة دونغ فانغجو – الذي عاد مؤخرًا من فترة إعارة في رويال أنتويرب بعد حصوله على تصريح عمل في المملكة المتحدة – إلى تشكيلة الفريق الأول لتعزيز قوة الهجوم المستنفدة. على الرغم من تأكيدات السير أليكس فيرغسون السابقة بأن فريق مانشستر يونايتد سيتكون بالكامل من اللاعبين الحاليين، إلا أنهم كان لديهم لاعب ضيف خاص بهم: أندي كول – من بورتسموث آنذاك – عاد إلى أولد ترافورد مرتديًا القميص رقم 9، وهو رقم الفريق الذي كان يرتديه ساها في ذلك الوقت، والذي ارتداه طوال معظم مسيرته المهنية هناك.

## المباراة

### الملخص

#### الشوط الأول

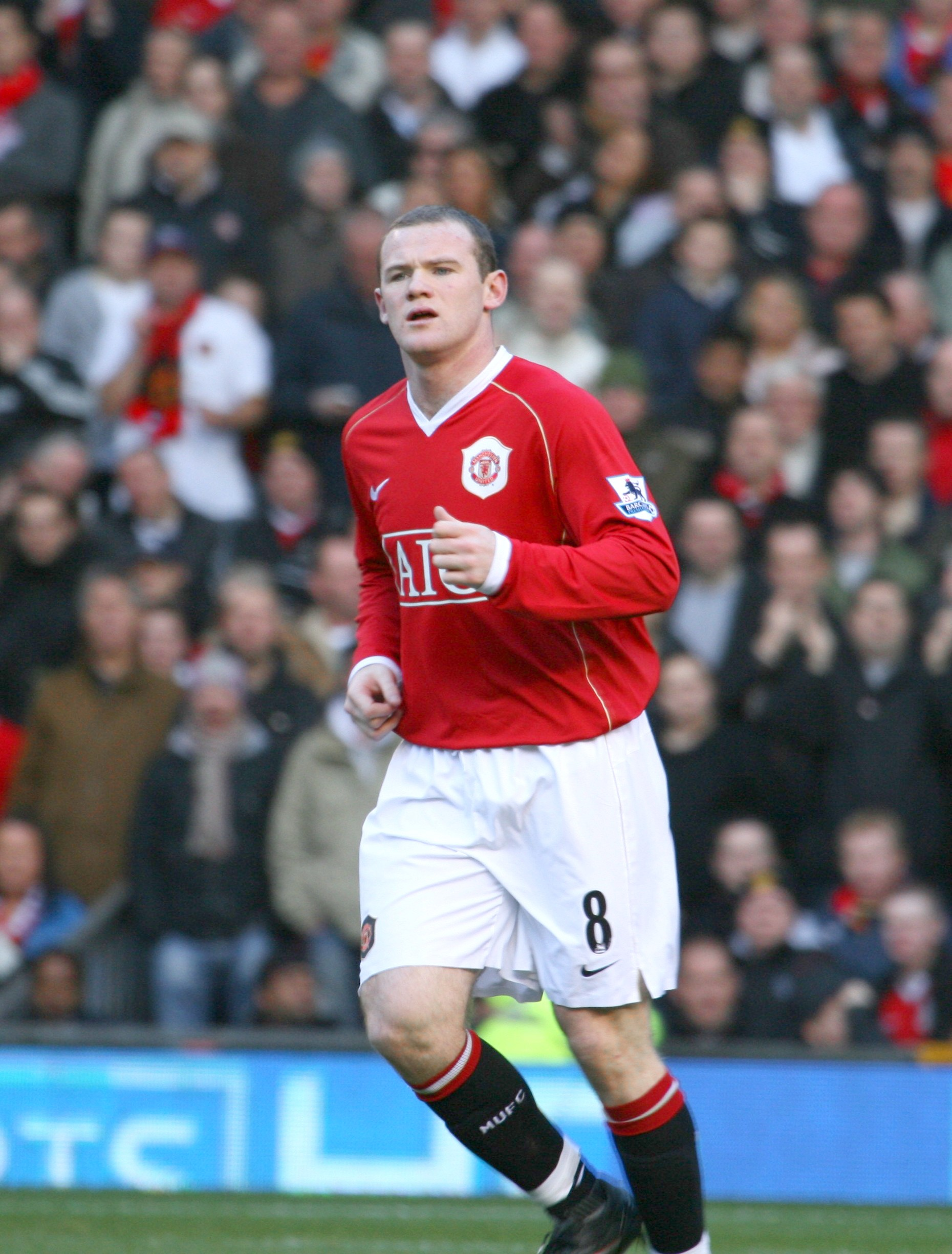
سجل واين روني هدفين في الشوط الأول لصالح مانشستر يونايتد.

افتتح مانشستر يونايتد التسجيل في الدقيقة السادسة من المباراة، عندما مرر بول سكولز تمريرة بينية إلى واين روني، الذي خدع سانتياغو كانيزاريس المندفع بالقفز فوق الكرة قبل أن يسددها في مرمى الحارس الإسباني. بعد ثلاث دقائق، لعب كريستيانو رونالدو ركلة ركنية قصيرة إلى ريان غيغز، الذي أفلت من تحديات لاعبين من منتخب أوروبا قبل أن يلعب الكرة عبر منطقة المرمى، حيث وضعها ويس براون في المرمى. بعد بضع فرص أخرى للفريق المضيف، عاد فريق منتخب أوروبا إلى المباراة في منتصف الشوط الأول، عن طريق تسديدة فلوران مالودا المنخفضة بعيدة المدى، والتي مرت بعيدًا عن متناول يد توماش كوشتشاك الممدودة.
استعاد كريستيانو رونالدو تقدم يونايتد بهدفين في الدقيقة 35، بعد أن تعرض بارك جي سونغ لخطأ على بعد 30 ياردة من المرمى؛ توقعًا أن رونالدو سيسدد على الجانب المفتوح من المرمى، اتخذ كوشتشاك خطوة إلى يمينه عندما سدد رونالدو الكرة، فقط ليرى أنها تطير فوق الحائط وتصل إلى الزاوية العليا على الجانب الآخر. أتيح لمنتخب أوروبا فرصة لتقليص الفارق مرة أخرى من نقطة الجزاء بعد دقيقة واحدة، عندما ارتكب براون خطأ ضد زلاتان إبراهيموفيتش داخل منطقة الجزاء؛ انتزع السويدي الكرة من مواطنه هنريك لارسون لينفذ ركلة الجزاء بنفسه، وحرم لارسون من فرصة التسجيل ضد الفريق الذي تركه في اليوم السابق فقط، لكن ركلة إبراهيموفيتش اصطدمت بالعارضة. أضاف روني الهدف الرابع لمانشستر يونايتد (الثاني له) قبل دقيقتين من نهاية الشوط الأول؛ التقط رونالدو الكرة داخل نصف ملعبه قبل أن يتقدم للأمام ويمررها إلى بارك على الجناح الأيمن. أرسل الكوري الكرة إلى منطقة الجزاء، حيث سمح روني للكرة بالمرور بجسده قبل أن يسددها بقدمه اليسرى في المرمى.

#### الشوط الثاني
لعدم الرغبة في المخاطرة بإصابة أفضل لاعبيه، أجرى مانشستر يونايتد خمسة تبديلات في الشوط الأول، حيث أخرج كوزاك ورونالدو وجيجز وروني والقائد غاري نيفيل ليحل محلهم الوافد الجديد توم هيتون وجون أوشي وكريس إيجلز ومايكل كاريك وأندي كول، الذي كان يظهر كضيف لمرة واحدة. كما أجرى منتخب أوروبا تغييرات واسعة النطاق، حيث استبدل تسعة من تشكيلته الأساسية، مع بقاء لارسون والظهير جانلوكا زامبروتا فقط على أرض الملعب. وكان من بين الذين دخلوا مهاجم بولتون الحجي ضيوف، الذي سجل في غضون سبع دقائق من استئناف الشوط الثاني. من ركلة ركنية، تبادل المهاجم السنغالي التمريرات مع اثنين من زملائه في الفريق قبل أن يعبر إلى القائم البعيد، حيث أعاد ديجان ستيفانوفيتش الكرة برأسه عبر المرمى ليضعها ضيوف نفسه برأسه في مرمى هيتون. ثم سجل ضيوف هدف تعزية متأخر من ركلة جزاء، بعد أن لمس غابرييل هاينزه الكرة بيده في منطقة الجزاء؛ وبعد أن التزم هيتون بالقفز إلى يمينه، سدد ديوف الكرة في وسط المرمى. وكان هذا هو الهدف الأخير الذي تم تسجيله وانتهت المباراة بفوز مانشستر يونايتد 4–3.

### التفاصيل
| مانشستر يونايتد                         | 4–3   | منتخب أوروبا [الإنجليزية]            |
| --------------------------------------- | ----- | ------------------------------------ |
| - روني 6'، 43' - براون 9' - رونالدو 35' | تقرير | - مالودا 23' - ضيوف 52'، 88' (ركلة.) |

| مانشستر يونايتد | منتخب أوروبا |

| GK                  | 29 | توماش كوشتشاك     |  | 45' |
| RB                  | 2  | غاري نيفيل (ق)    |  | 45' |
| CB                  | 6  | ويس براون         |  |     |
| CB                  | 4  | غابرييل هاينزه    |  |     |
| LB                  | 23 | كيران ريتشاردسون  |  |     |
| RM                  | 7  | كريستيانو رونالدو |  | 45' |
| CM                  | 18 | بول سكولز         |  |     |
| CM                  | 11 | ريان غيغز         |  | 45' |
| LM                  | 13 | بارك جي سونغ      |  |     |
| CF                  | 14 | آلان سميث         |  | 72' |
| CF                  | 8  | واين روني         |  | 45' |
| البدلاء:            |    |                   |  |     |
| GK                  | 38 | توم هيتون         |  | 45' |
| DF                  | 22 | جون أوشي          |  | 45' |
| MF                  | 16 | مايكل كاريك       |  | 45' |
| MF                  | 33 | كريس إيغلز        |  | 45' |
| FW                  | 9  | أندي كول (ضيف)    |  | 45' |
| FW                  | 21 | دونغ فانغجو       |  | 72' |
| المدرب:             |    |                   |  |     |
| السير أليكس فيرغسون |    |                   |  |     |

| GK            | 1  | سانتياغو كانيزاريس (فالنسيا)          |  | 45' |
| RB            | 11 | جانلوكا زامبروتا (برشلونة)            |  | 64' |
| CB            | 4  | روبرتو أيالا (فالنسيا)                |  | 45' |
| CB            | 23 | ماركو ماتيراتزي (إنتر ميلان)          |  | 45' |
| LB            | 20 | إريك أبيدال (ليون)                    |  | 45' |
| RM            | 30 | مانسيني (روما)                        |  | 45' |
| CM            | 21 | أندريا بيرلو (ميلان)                  |  | 45' |
| CM            | 18 | جنارو غاتوزو (ميلان)                  |  | 45' |
| LM            | 14 | فلوران مالودا (ليون)                  |  | 45' |
| CF            | 10 | زلاتان إبراهيموفيتش (إنتر ميلان)      |  | 45' |
| CF            | 17 | هنريك لارسون (ق) (هلسينغبورغ)         |  | 64' |
| البدلاء:      |    |                                       |  |     |
| GK            | 12 | غريغوري كوبيه (ليون)                  |  | 45' |
| DF            | 2  | إيفان كامبو (بولتون واندررز)          |  | 64' |
| DF            | 3  | ديجان ستيفانوفيتش (بورتسموث)          |  | 45' |
| DF            | 5  | فيليب كريستانفال (فولهام)             |  | 45' |
| DF            | 15 | جيمي كاراغر (ليفربول)                 |  | 45' |
| MF            | 6  | كيم شلستروم (ليون)                    |  | 45' |
| MF            | 8  | ستيفن جيرارد (ليفربول)                |  | 45' |
| MF            | 16 | ستيليوس جياناكابولوس (بولتون واندررز) |  | 45' |
| MF            | 32 | بودوين زيندن (ليفربول)                |  | 45' |
| FW            | 9  | روبي فاولر (ليفربول)                  |  | 64' |
| FW            | 19 | الحجي ضيوف (بولتون واندررز)           |  | 45' |
| المدرب:       |    |                                       |  |     |
| مارتشيلو ليبي |    |                                       |  |     |

| الحكام المساعدون: أليساندرو جريسيلي (إيطاليا) مارك سيمونز (بلجيكا) الحكم الرابع: هاوارد ويب (إنجلترا) |

## ما بعد المباراة
بعد المباراة، أشاد السير أليكس فيرغسون بمشهد الحدث، قائلاً: «لقد كان رائعًا. كان جميع اللاعبين مسترخين ومن المدهش عندما تلعب بدون ضغوط، يمكنهم الاستمتاع كثيرًا. بالنسبة لكل من حضر المباراة، كانت ليلة جيدة حقًا. كان من الجيد أن يكون هناك الكثير من الشباب هنا. كانت أسعار التذاكر جيدة للشباب وكان من الجيد أيضًا رؤية بعض كرة القدم الجيدة حقًا.» كان مارتشيلو ليبي متفائلًا بنفس القدر بشأن الأداء في العرض: «كان من المفترض أن يكون احتفالًا وكان كذلك. ما رأيته على أرض الملعب كان أداءً جيدًا وعرضًا جيدًا للجماهير. أشكر جميع هؤلاء اللاعبين الذين حضروا لأن بعضهم جاء في اللحظة الأخيرة وكانوا حريصين جدًا على اللعب في مباراة الاحتفال هذه.»
أشاد كبار الشخصيات الحاضرين في أولد ترافورد بالرسالة التي أرسلتها المباراة حول الوحدة وأهمية أوروبا الموحدة. قال رئيس الاتحاد الأوروبي لكرة القدم ميشيل بلاتيني، «كرة القدم تجمع الناس معًا. في قارة فخورة جدًا بتنوعها الثقافي، تقدم كرة القدم لغة مشتركة. إنها تساعد في دمج المجتمعات المختلفة. في أفضل حالاتها، تنقل رياضتنا بعض القيم الأساسية لأوروبا: حكم القانون واحترام الآخرين وحرية التعبير والعمل الجماعي والتضامن. أشعر بالفخر الشديد لأن الاتحاد الأوروبي لكرة القدم تمكن من تنظيم هذه المباراة الخاصة». في غضون ذلك، علق بوبي تشارلتون، «يرتبط تاريخ مانشستر يونايتد بتاريخ أوروبا. لقد تم لعب بعض أعظم لحظات النادي على المسرح الأوروبي». كما صرح أنه سعيد بالترحيب «بالكثير من النجوم والأصدقاء في أولد ترافورد للاحتفال بهذين الذكرى السنوية المهمين».
في المجموع، جمعت المباراة 1.25 مليون جنيه إسترليني لصالح مؤسسة مانشستر يونايتد.

## البث
تم بث المباراة مباشرة على محطات التلفزيون الوطنية في 17 دولة من دول الاتحاد الأوروبي، بالإضافة إلى العديد من الدول الأوروبية الأخرى غير الأعضاء في الاتحاد الأوروبي، مع توفير البث المضيف من قبل هيئة الإذاعة البريطانية (بي بي سي). في المملكة المتحدة، تم عرض المباراة على قناة بي بي سي 3 وعلى موقع بي بي سي أون لاين. تم تقديم بث بي بي سي من قبل غابريلا لوغان، مع المعلقين في الاستوديو آلن هانسن ومارك هيوز، والتعليق من جاي موبراي ومارك لورنسون.
| البلد          | البث                             |
| -------------- | -------------------------------- |
| بلجيكا         | آر تي بي إف، في آر تي            |
| بلغاريا        | بي إن تي                         |
| قبرص           | هيئة البث القبرصية، لوميير تي في |
| جمهورية التشيك | قناة سبورت 1                     |
| فرنسا          | فرنسا 4                          |
| ألمانيا        | إيه آر دي، زي دي اف              |
| اليونان        | هيئة البث اليونانية              |
| المجر          | قناة سبورت 1                     |
| أيرلندا        | آر تي إي اثنان                   |
| إيطاليا        | راي                              |
| ليتوانيا       | إل تي                            |
| بولندا         | التلفاز البولندي                 |
| البرتغال       | إذاعة وتلفزيون البرتغال          |
| رومانيا        | تي في سبورت، قناة سبورت 1        |
| سلوفاكيا       | قناة سبورت 1                     |
| إسبانيا        | التلفزيون الإسباني               |